# Владикина Гора
Влади́кина Гора (рос. Владыкина Гора) — присілок у складі Верховазького району Вологодської області, Росія. Входить до складу Чушевицького сільського поселення.

## Населення
Населення — 74 особи (2010; 100 у 2002).
Національний склад (станом на 2002 рік):
- росіяни — 100 %